# Nalini Nadkarni

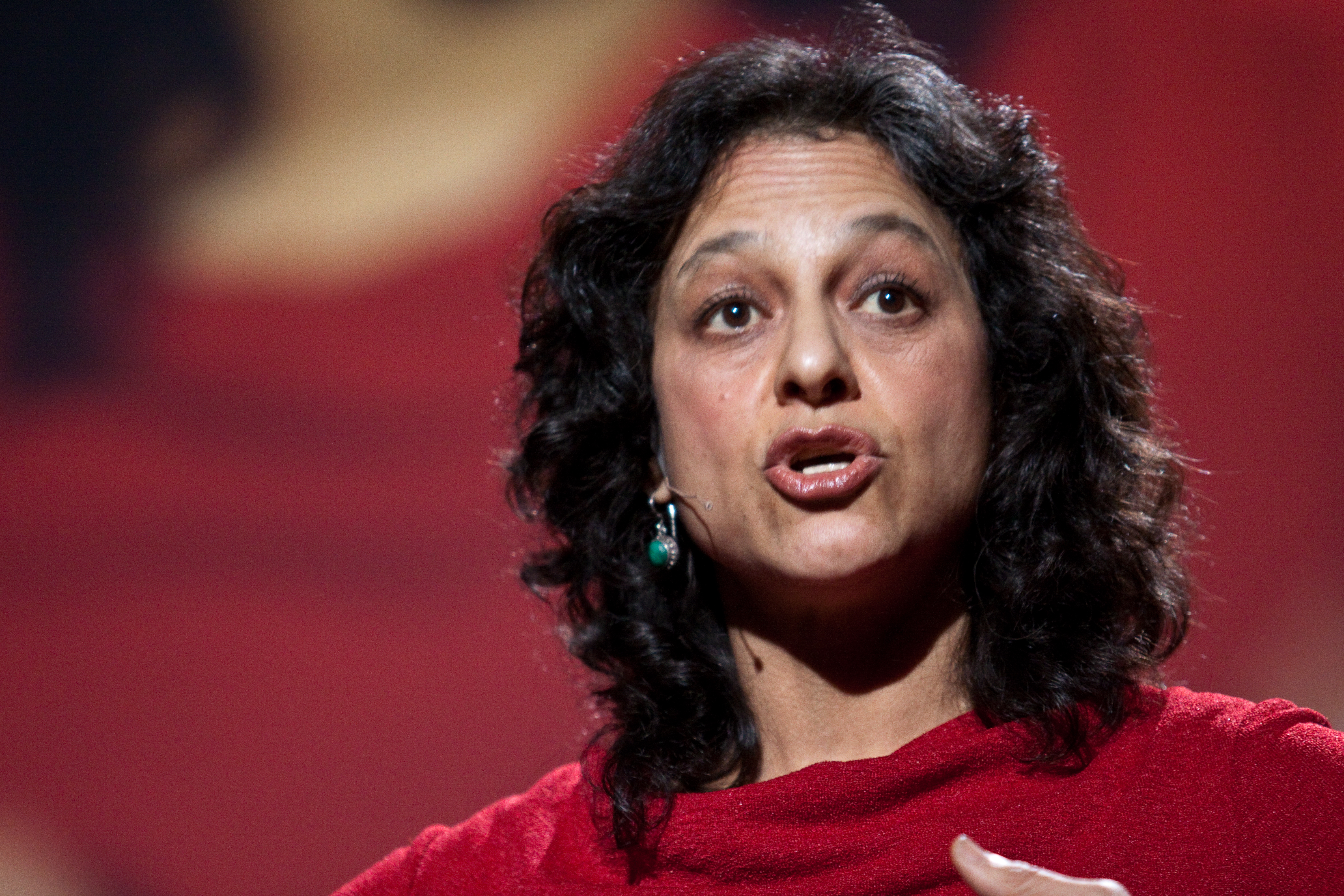
Nalini Nadkarni (2009)

Nalini Nadkarni (* 19. Oktober 1954 in Bethesda, Maryland) ist eine US-amerikanische Biologin.
Ihr Vater stammte aus Indien, ihre Mutter war eine Jüdin aus Brooklyn. Sie ist mit John Longino verheiratet, der an der University of Utah lehrt, und hat zwei Kinder.
An der Brown University machte sie einen ersten Abschluss. Dann wechselte sie 1983 an die University of Washington und machte dort 1983 ihren Ph.D. Ein Jahr war sie dann Postdoc an der Texas State University-San Marcos. 1984–89 war sie Assistenzprofessorin an der University of Washington und von 1989 bis 1991 Forschungsdirektorin am Botanischen Garten in Sarasota. Seitdem ist sie am Evergreen State College tätig und zugleich Affiliate Associate Professor an der University of Washington.
Ihre gesamte wissenschaftliche Tätigkeit widmete sie der Ökologie des Regenwaldes, besonders seinem Schirm. Sie machte zahlreiche wissenschaftliche Veröffentlichungen und wurde von mehreren wissenschaftlichen Organisationen ausgezeichnet, darunter 2007 von der Grace Murray Hopper Award für ihr Lebenswerk. 2002 wurde eine Ameisenart (Procryptocerus nalini) aus der Unterfamilie der Knotenameisen nach ihr benannt. 2008 wurde eine Flechtenart (Porina nadkarniae) aus der Ordnung der Ostropales nach ihr benannt.